# Ил Коле (Лука)
Ил Коле је насеље у Италији у округу Лука, региону Тоскана.
Према процени из 2011. у насељу је живело 104 становника. Насеље се налази на надморској висини од 78 м.